# Mednarodno policijsko združenje
Mednarodno policijsko združenje (angleško International Police Association, IPA) je mednarodna stanovska organizacija policistov, ki združuje več kot 300.000 članov v 61 državah.

## Organizacijska struktura in cilji
Mednarodno policijsko združenje je bilo ustanovljeno 1. januarja 1950 pod geslom Servo per Amikeco (SLUŽITI PRIJATELJSTVU), z namenom mreženja in sodelovanja med policisti po vsem svetu. Organizacija skrbi za sodelovanje na mednarodnih, nacionalnih in lokalnih nivojih, ter preko strokovnih, kulturnih in družabnih prireditev nudi možnosti za strokovni razvoj. 
V Nemčiji ima združenje svoj izobraževalni objekt, IBZ Gimborn (Nemčija) www.ibz-gimborn.de in sklad za štipendiranje, Arthur Troop.
Združenje preko različnih dejavnosti skrbi za možnost izmenjave najboljših praks in aktualnih tem, s katerimi se sooča policija v današnjem času. Redno se organizirajo svetovni seminarji in programi strokovne izmenjave policijskih služb, ki jih usklajuje Mednarodna socialna komisija. Članom združenja so na voljo nastanitvene možnosti v več kot 70. domovih IPA, ustanovljenih v več kot 20. državah. 
IPA vsako leto organizira mednarodne mladinske izmenjave za otroke članov IPA, starih od 16 do 17 let, v drugi državi. IPA ima pet mednarodnih komisij, pod okriljem Stalnega izvršnega odbora in članov iz različnih držav po svetu. Komisija za zunanje odnose zagotavlja častnike za zvezo v različnih organizacijah OZN. 
Mednarodna kulturna komisija skrbi za kulturne dogodke in tekmovanja, vodi Mednarodno mladinsko srečanje. 
Mednarodna strokovna komisija vodi program policijske prakse, štipendijo Arthur Troop, seminarje mladih uradnikov in opravlja strokovne raziskave. 
Mednarodna socialna komisija skrbi za nujno in humanitarno pomoč članom po naravnih nesrečah, skrbi za hiše IPA ter usklajuje družbene in športne dogodke ter izmenjave mladinskih počitnic. 
Mednarodna notranja komisija je odgovorna za ohranjanje in spreminjanje mednarodnih pravil in statuta združenja. 
Glavne pisarne organizacije (IAC) so v Nottinghamu.

## Zgodovina
IPA - največja policijska organizacija na svetu - je bila ustanovljena 1. januarja 1950. Do danes je njen moto "Servo per Amikeco" oz. "služiti prijateljstvu" dosegel več ljudi, kot bi si lahko zamislili.
Vse se je začelo, ko se je policijskemu vodniku iz Lincolnshireja v Angliji, Arthurju Troopu porodila zamisel, da bi vzpostavil kanal za prijateljstvo in mednarodno sodelovanje med policisti. S pomočjo zgodnjih pionirjev je pomagal najti druge nacionalne sekcije v zahodni Evropi, Afriki, Ameriki (severu in jugu), Aziji in Avstraliji. 
Arthur Troop je leta 1955 na prvem srečanju mednarodnega izvršnega odbora v Parizu, postal prvi mednarodni generalni sekretar, z mandatom do leta 1966.
Leta 1965 je Arthur Troop za svoje delo pri ustanovitvi IPA prejel medaljo britanskega imperija. Svetovni kongres združenja ob 50. obletnici je potekal maja, leta 2000, v Bournemouthu.

## IPA v Sloveniji
IPA v Sloveniji povezuje aktivne in upokojene delavce Ministrstva za notranje zadeve RS, pa tudi uslužbence vseh civilnih organizacij z policijskimi pooblastili. Tako so poleg policistov, uslužbencev MNZja v društvo včlanjeni še nekateri pazniki, varnostniki, cariniki...